# Selbstaufrichter
Ein Selbstaufrichter ist ein Wasserfahrzeug, das aufgrund seiner Konstruktion auch nach dem Kentern immer wieder in die normale Schwimmlage – Deck nach oben, Rumpf nach unten – zurückfindet. Bei Krängung (Schräglage) wird aufgrund der Konstruktion ein aufrichtendes Moment erzeugt.

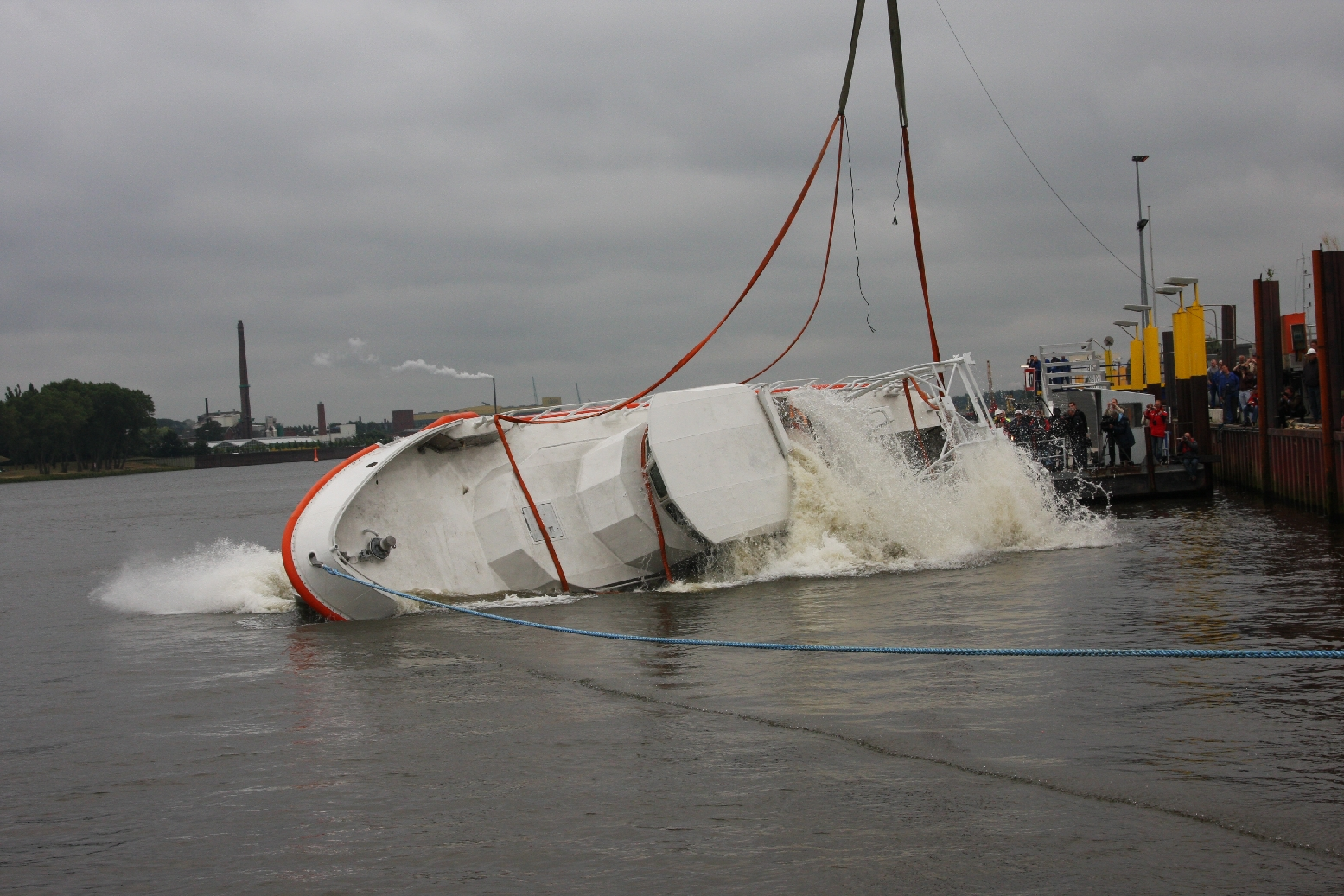
Kentertest mit einem sich selbstaufrichtenden DGzRS-Boot der Eiswette-II-Klasse

## Beschreibung
Das aufrichtende Moment wird zumeist durch Gewichte oder Wassertanks im Inneren des Schiffes oder durch das Gewicht des Kieles beziehungsweise des Schwertes erreicht. Bei allen Schiffstypen lassen sich formstabile und gewichtsstabile Bauweisen unterscheiden. Formstabilität bedeutet, dass ein Schiff aufgrund seines breiten Schiffskörpers unterhalb der Wasserlinie nur wenig krängt. Wenn ein formstabiles Schiff durchkentert, bleibt es in dieser Lage – das heißt kieloben – liegen. Ein gewichtsstabiles Schiff ist schlanker gebaut (seemännisch: ranke Bauart), das bedeutet: die Breite beträgt maximal ein Viertel der Schiffslänge. Wenn ein solches Schiff durchkentert, richtet es sich spätestens mit der nächsten Welle wieder in die normale Schwimmlage auf. Dies geschieht durch den im Kielbereich eingebauten schweren Ballast.

## Selbstaufrichtende Schiffe in Deutschland

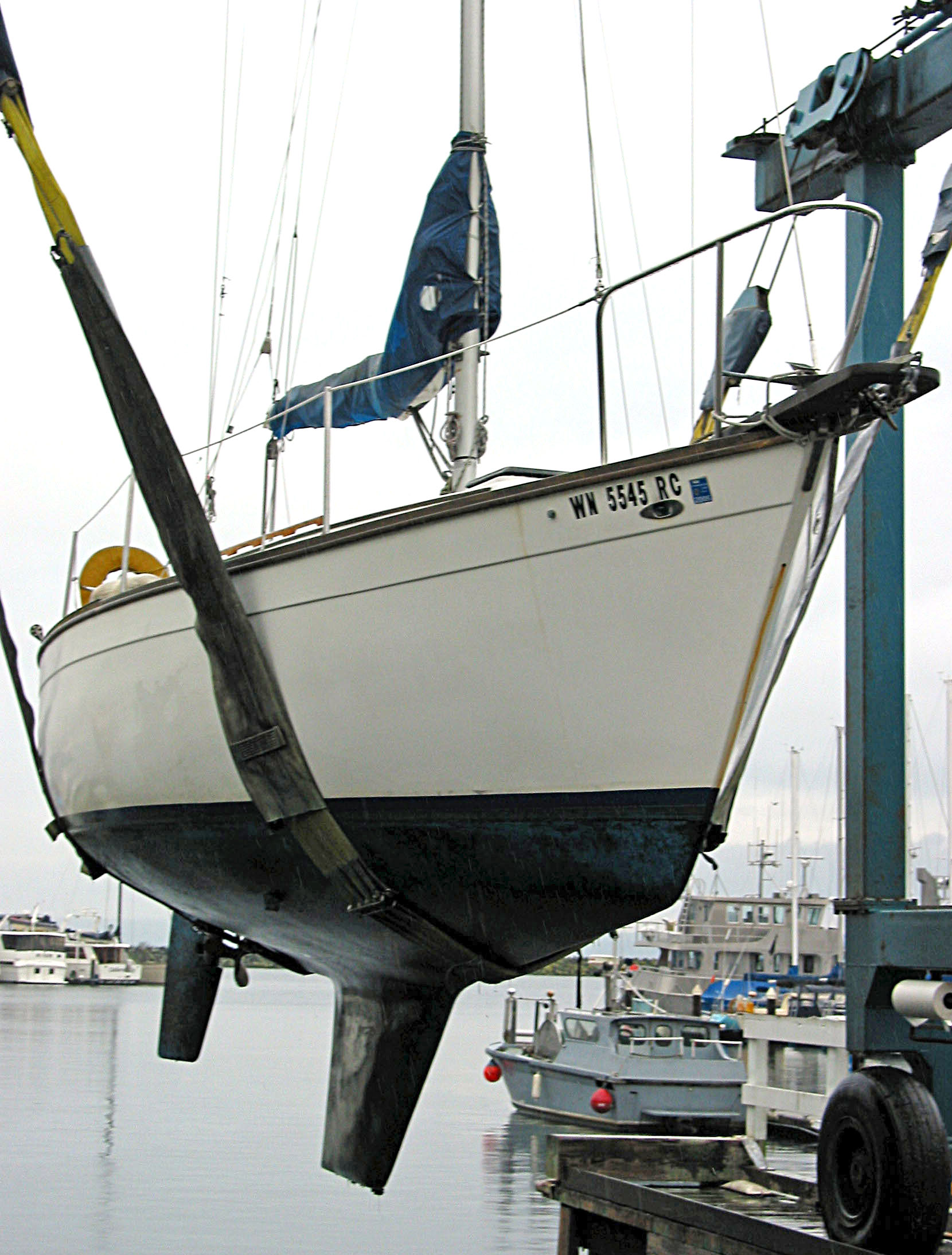
Kielboot mit Sicht auf den Flossenkiel

In Deutschland sind die Seenotrettungskreuzer der DGzRS bekannt für ihre selbstaufrichtenden Eigenschaften. Die DGzRS ist gemeinsam mit den jeweiligen Konstrukteuren, Bauwerften und Schiffbauversuchsanstalten federführend in der Entwicklung selbstaufrichtender Schiffe. Jüngstes Beispiel (2008) ist der erfolgreiche Kenterversuch des Seenotkreuzers Eiswette während der Bauphase. Dabei wurde das Schiff mithilfe eines Krans zum Kentern gebracht. Anschließend richtete es sich selbst wieder auf. Ein wichtiges Konstruktionsmerkmal der Seenotkreuzer ist, dass der Aufbau der Seenotrettungskreuzer (bei vollem Betriebsgewicht) mehr Auftrieb hat als der Schiffsrumpf.
Die Fähigkeiten eines sich selbst aufrichtenden Schiffes wurden in der Praxis bei zwei Unglücken bewiesen.
- Der Seenotkreuzer Adolph Bermpohl kenterte Ende Februar 1967 in schwerem Orkan auf der Rückreise von einer bis dahin erfolgreichen Seenotrettung. Die Mannschaft und alle Geretteten fielen dabei tragischerweise der See zum Opfer, das Schiff schwamm bei Auffindung aufrecht.[3]
- Der Seenotkreuzer Alfried Krupp kenterte Anfang Januar 1995 ebenfalls auf der Rückfahrt von einem Einsatz durch, dabei kamen zwei Besatzungsmitglieder ums Leben.

In beiden Fällen wurden die oberen Fahrstände der Seenotkreuzer in geschlossene umgebaut.
Seegehende Einrumpf-Segelboote werden als Kielboot gebaut und gehören damit ebenfalls zu den Selbstaufrichtern.